# Phytomyza atomaria
Phytomyza atomaria är en tvåvingeart som beskrevs av Zetterstedt 1848. Phytomyza atomaria ingår i släktet Phytomyza och familjen minerarflugor.
Artens utbredningsområde är Sverige. Arten är reproducerande i Sverige. Inga underarter finns listade i Catalogue of Life.